# 상주영천고속도로 (기업)
상주영천고속도로 주식회사(尙州永川高速道路 株式會社)는 DL그룹 자회사로 상주영천고속도로를 건설하고, 휴게소와 같은 제반시설을 관리·운영하는 대한민국의 기업이다. 2017년 6월 28일 0시 상주영천고속도로의 상주 분기점 ~ 영천 분기점 구간 개통과 함께 30년 간 관리운영권을 받아 고속도로를 관리 및 운영하고 있다.

## 주요 연혁
- 2006년 12월 18일: 영천상주고속도로 주식회사(永川尙州高速道路 株式會社)라는 상호로 회사 설립
- 2008년 5월 27일: 서울특별시 서초구 양재동 23번지 서초벤처센터 509호에 서초구 양재동 사무실을 개소
- 2009년 12월 18일: 서산영덕고속도로와의 중첩 구간인 상주영천고속도로 낙동 분기점 ~ 상주 분기점 구간 착공
- 2012년 6월 25일: 상주 사무소 개소
- 2012년 6월 28일: 상주영천고속도로 상주 분기점 ~ 영천 분기점 구간 착공
- 2012년 11월 20일: 영천상주고속도로 주식회사에서 현재의 상호로 변경과 함께 본사를 서울특별시 서초구 양재동 23번지 서초벤처센터 509호에서 현 위치로 이전
- 2015년 11월: 소보 나들목 및 북안 나들목 (하이패스 전용 나들목) 착공
- 2016년 12월 23일: 서산영덕고속도로와의 중첩 구간인 상주영천고속도로 낙동 분기점 ~ 상주 분기점 구간 개통
- 2017년 6월 28일: 상주영천고속도로 개통 / 본사를 경상북도 영천시 화산면 신정길 60-40(신녕영업소)로 이전

## 같이 보기
- 영천상주고속도로
- DL그룹
- 남서울경전철
- 서울터널
- 수원순환도로
- 덕송내각고속화도로 (기업)